# Lubast

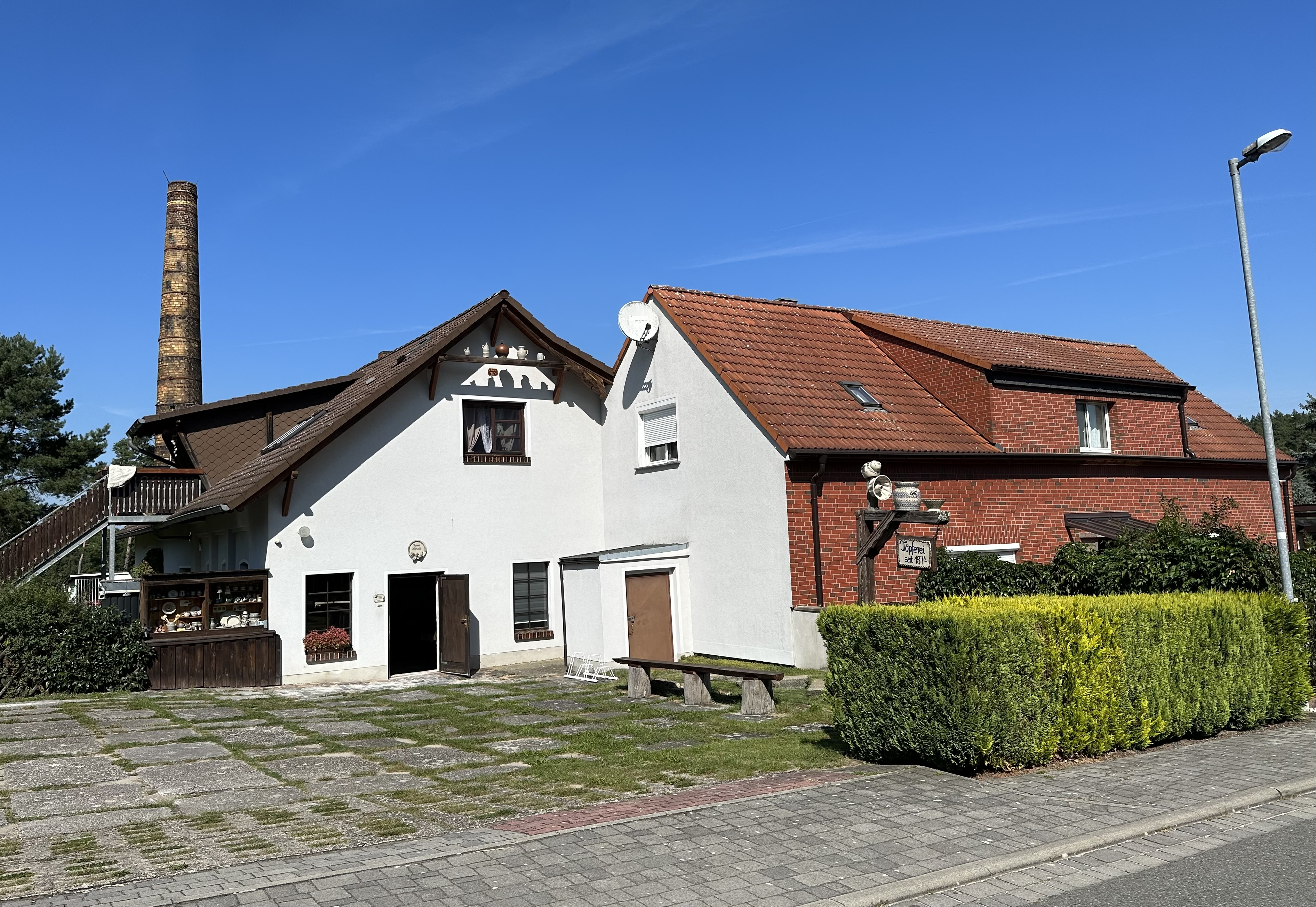
Töpferei Lubast, 2023

Lubast ist ein zur Ortschaft Ateritz der Stadt Kemberg gehörendes Dorf in Sachsen-Anhalt.
Es liegt im Bereich der Dübener Heide, südlich von Kemberg. Unmittelbar östlich der Ortslage verläuft die Bundesstraße 2, die von Kemberg kommend weiter nach Süden in Richtung Bad Düben führt. Durch den Ort verlaufen die Wasserläufe Kemberger Flieth und Lubaster Graben. Im südlichen Teil der Ortslage besteht ein Teich.
Im Ort befindet sich als größerer Beherbergungsbetrieb das Heidehotel Lubast. Die Töpferei Lubast wird in einer denkmalgeschützten Anlage betrieben. Ein weiteres Baudenkmal ist die nordwestlich der Ortslage befindliche Mühle Lubast. Darüber hinaus besteht im Ort als Kleindenkmal der Distanzstein Lubast.
Am 1. Juli 1950 wurde Lubast nach Ateritz eingemeindet. 2006 gelangte Lubitz mit Ateritz nach Kemberg.